# 6746 Zagar
6746 Zagar (1994 NP) là một tiểu hành tinh vành đai chính được phát hiện ngày 9 tháng 7 năm 1994 bởi Osservatorio San Vittore ở Bologna.